# Иудаизм в Алжире
Иудаизм в Алжире — одна из религий этой страны, которую в основном исповедуют евреи в Алжире. Иудаизм являются религией меньшинства, его исповедует около 100 человек.

## История

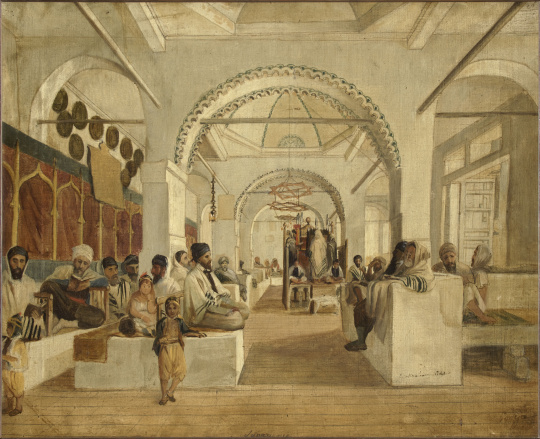
Алжирская синагога. Вид изнутри. 1840 год

Иудаизм в Алжир принесли евреи, которые начали переселяться на территорию этой страны ещё во времена Римской империи. После разрушения Второго Храма и штурма Иерусалима в ходе Первой Иудейской войны римской армией большое число евреев было изгнано из Иудеи, пополнив еврейские общины диаспоры. Потоки еврейской эмиграции направились в Египет, вдоль всего африканского побережья до Марокко, перешли на Пиренейский полуостров. Часть из них осела на территории нынешнего Алжира. Берберы, проживавшие там, толерантно относились к иудеям и христианам, не притесняли их в своих землях. Некоторые берберские племена приняли иудаизм от своих еврейских соседей.
В VI веке многие испанские евреи бежали от преследований вестготов в Северную Африку, где они поселились в византийских городах, расположенных вдоль побережья Средиземного моря. В 535 году император Юстиниан I издаёт эдикт, согласно которому иудеи не могут более занимать государственных постов и владеть рабами-христианами. Синагоги, например находившаяся в Типазе, превращают в христианские церкви.
В первое время после завоевания Магриба мусульманами иудеи пользовались равноправием, допускались к высшим государственным должностям. В XII веке в Испании и Северной Африке значительное число евреев были насильственно обращены в ислам мусульманскими фанатиками альмохадами. Хаздай ибн Шапрут, еврей, занимавший высокое положение при дворе халифа, выступал в качестве защитника иудеев и обращался к мусульманским лидерам, чтобы те утихомирили фундаменталистов.
В последующие века иудеи (как и другие религиозные меньшинства в мусульманских странах) имели статус зимми — на них налагались некоторые ограничения, более или менее жесткие, в зависимости от воли местного правителя.
Следующая волна массовой миграции евреев из Испании в Алжир произошла 1391 году. К этому времени относится развитие талмудизма, в стране жили и работали выдающиеся раввины-талмудисты: Ицхак бар Шешет Берфет, или Рибаш, Шимон бен Цемах Дуран, или Рашбац. После изгнания евреев из Испании в 1492 и Португалии в 1497 году, в Алжир прибыла большая волна евреев из Пиренейского полуострова. В XVII—XVIII веках Алжир становится центром еврейской научной и иудейской религиозной мысли. Во времена османского владычества иудеи пользовались относительной автономией и имели раввинский суд, который рассматривал дела иудейской общины, за исключением криминальных. Несмотря на то, что иудеям приходилось платить большие налоги и двойные пошлины, в Алжир начинают переселятся мораны из Португалии, Испании и евреи из других регионов южной Европы, чтобы открыто исповедовать иудаизм. В 1706 году дей Алжира Хусейн Ходжа наложил штраф на иудейскую общину, приказав также разрушить синагоги, которые всё же удалось спасти выплатой дополнительной суммы.
После завоевания Алжира Францией французы провозгласили свободу и равенство для всех народов и религий. Законодательными актами 1839 и 1845 годов были созданы особые органы, которые должны способствовать развитию иудаизма. Это способствовало развитию иудейской общины Алжира. За время французского правления Алжиром его иудейская община резко возрастает: с 15—17 тысяч в начале 1830-х годов до 150 тысяч на момент предоставления независимости Алжиру в 1962 году. В 1865 году были построены большая синагога в Алжире, в 1880 году — большая синагога в Оране.
1 октября 1956 года лидеры Фронта национального освобождения обращаются с письмом к великому раввину Алжира, в котором просят подтвердить приверженность алжирских евреев делу освобождения нации. Но иудейская община официально отказалась от участия в войне и призвала воюющие стороны к примирению, хотя некоторые евреи оказывают поддержку французским войскам. Отношения мусульманской и иудейской общин оказываются накалены до предела.
В 1960 году были осквернены Большая синагога в городе Алжир и еврейское кладбище в Оране. 12 декабря 1960 года происходит массовое убийство иудеев в Большой синагоге Алжира.
В 1962 году Алжир добился независимости от Франции, ислам становится государственной религией. 7 существовавших в Алжире синагог, в том числе Большая синагога Алжира и большая синагога Орана, были конфискованы и обращены в мечети. В 1963 году правительство Алжира обнародовало Кодекс о гражданстве, где было прописано, что гражданство мог получить только мусульманин.
Начинаются гонения на представителей других религий. Евреи, которые в большинстве своем остаются иудеями, выезжают во Францию и Израиль. После 1962 года оставалось около 10 тысяч евреев, большая часть которых покинула страну после 1990 года. в 1998 году в Алжире оставалось около 80 иудеев, в подавляющем большинстве людей преклонного возраста. По состоянию на 2005 год в Алжире насчитывалось от 100 до 200 евреев.

## Современное положение
В наше время иудаизм являются религией меньшинства, его исповедует около 100 человек, в основном представители старшего поколения. Все синагоги после обретения Алжиром независимости были закрыты.